# 인천학산초등학교
인천학산초등학교(仁川鶴山初等學校)는 대한민국 인천광역시 미추홀구에 있는 공립 초등학교이다.

## 연혁
- 2025년 01월 10일 제17회 졸업식
- 2024년	03월 01일	디지털 기반 교육혁신 선도학교 운영
- 2024년	03월 01일	경인교육대학교 교육실습협력학교 지정
- 2024년	03월 01일	35학급(특수학급 1학급 포함) 남 397명, 여 435명, 총 832명
- 2024년	01월 05일	제16회 졸업식(남 77명, 여 84명, 총 2,136명)
- 2023년	03월 01일	채식선택급식제 선도학교 운영
- 2023년	03월 01일	37학급(특수학급 2학급 포함) 남 426명, 여 459명, 총 886명
- 2023년	03월 01일	제5대 모미정 교장선생님 부임
- 2023년	01월 06일	제15회 졸업식(남 107명, 여 72명, 1,975명)
- 2022년	03월 01일	기후생태환경교육 실천학교 운영
- 2022년	03월 01일	39학급(특수학급 2학급 포함) 남 470명, 여 485명, 총 955명
- 2022년	01월 27일	제14회 졸업식(남 82명, 여 84명, 계 166명, 총 1796명)
- 2021년	03월 01일	40학급(특수학급 2학급 포함) 남 469명, 여 484명, 총 953명
- 2021년	02월 05일	제13회 졸업식(남 79명, 여 77명, 계 156명, 총 1630명)
- 2020년	03월 01일	행복나눔학교, SW교육 선도학교 운영
- 2020년	03월 01일	40학급(특수학급 1학급 포함) 남:510명, 여:499명, 총 1,009명
- 2020년	01월 31일	제12회 졸업식(남 67명, 여 77명, 계 144명, 총 1474명)
- 2019년	05월 24일	제34회 새얼전국학생백일장 최우수학교 수상
- 2018년	11월 06일	국제교류체험학습(일본 후츠소학교 방문)
- 2018년	10월 20일	학생과학탐구전국대회(자연관찰 부문) 입상
- 2018년	07월 09일	인천시 청소년과학탐구대회 과학토론 동상, 남부 과학실험대회 은상 수상
- 2018년	05월 25일	제33회 새얼전국학생백일장 최우수학교 수상
- 2018년	03월 01일	경인교육대학교 교육실습협력학교 운영(2018, 2019년)
- 2017년	07월 06일	인천학생과학실험대회 금상 수상
- 2017년	06월 10일	남부수학탐구발표대회 대상 수상
- 2017년	05월 26일	제32회 새얼전국학생백일장 최우수 학교 선정
- 2016년	12월 31일	제8회 교육부 전국 방과후학교 대상 수상
- 2016년	10월 25일	국제교류체험학습(중국 사방실험소학교 방문)
- 2016년	08월 27일	교육장배 학교스포츠클럽대회 티볼 우승, 창작댄스 우승, 농구 3위
- 2015년	12월 31일	인천독서교육대상 우수학교 표창
- 2015년	09월 15일	교육장배 학교스포츠클럽대회 배드민턴·창작댄스 우승,플라잉디스크 준우승
- 2015년	01월 15일	제12회 교육부 전국 100대 교육과정 우수학교 표창
- 2014년	12월 24일	2014 지속가능발전교육 우수학교 선정
- 2014년	10월 24일	남부 동아리 창의 오디세이 발표대회 금상(학교 1위, 동아리 1위)
- 2014년	03월 01일	인천광역시교육청 효 체험중심학교 선정
- 2013년	12월 31일	2013 인천광역시교육청 교육과정 우수학교 표창
- 2013년	12월 26일	2013 전국 진로교육 실천사례 연구발표 학교경영분과 입상
- 2012년	12월 28일	2012 창의인성교육활동 우수학교표창(창의인성교실수업개선)
- 2012년	12월 26일	남구청 탄소발자국 우수교육기관 표창
- 2012년	03월 01일	통일교육 정책추진학교 운영(2012, 2013년)
- 2011년	12월 29일	인천광역시교육청 환경 및 녹색성장교육 우수학교 교육감 표창
- 2011년	12월 22일	남구청 탄소발자국 줄이기 우수기관 최우수 표창
- 2011년	03월 01일	남부교육지원청 칭찬교육선도학교 운영
- 2008년	03월 01일	인천학산초등학교 개교(29학급, 학생 922명)

## 참고 자료
- 인천학산초등학교 - 한국교육학술정보원 학교알리미